# Amaral (ur. 1966)
Wagner Pereira Cardozo (ur. 16 października 1966) – brazylijski piłkarz występujący na pozycji napastnika.

## Kariera klubowa
Od 1987 do 2009 roku występował w klubach Comercial, Capivariano, Ituano, SE Palmeiras, FC Tokyo, Shonan Bellmare, Arte Takasaki i FC Kariya.